# Dassault Mirage 5

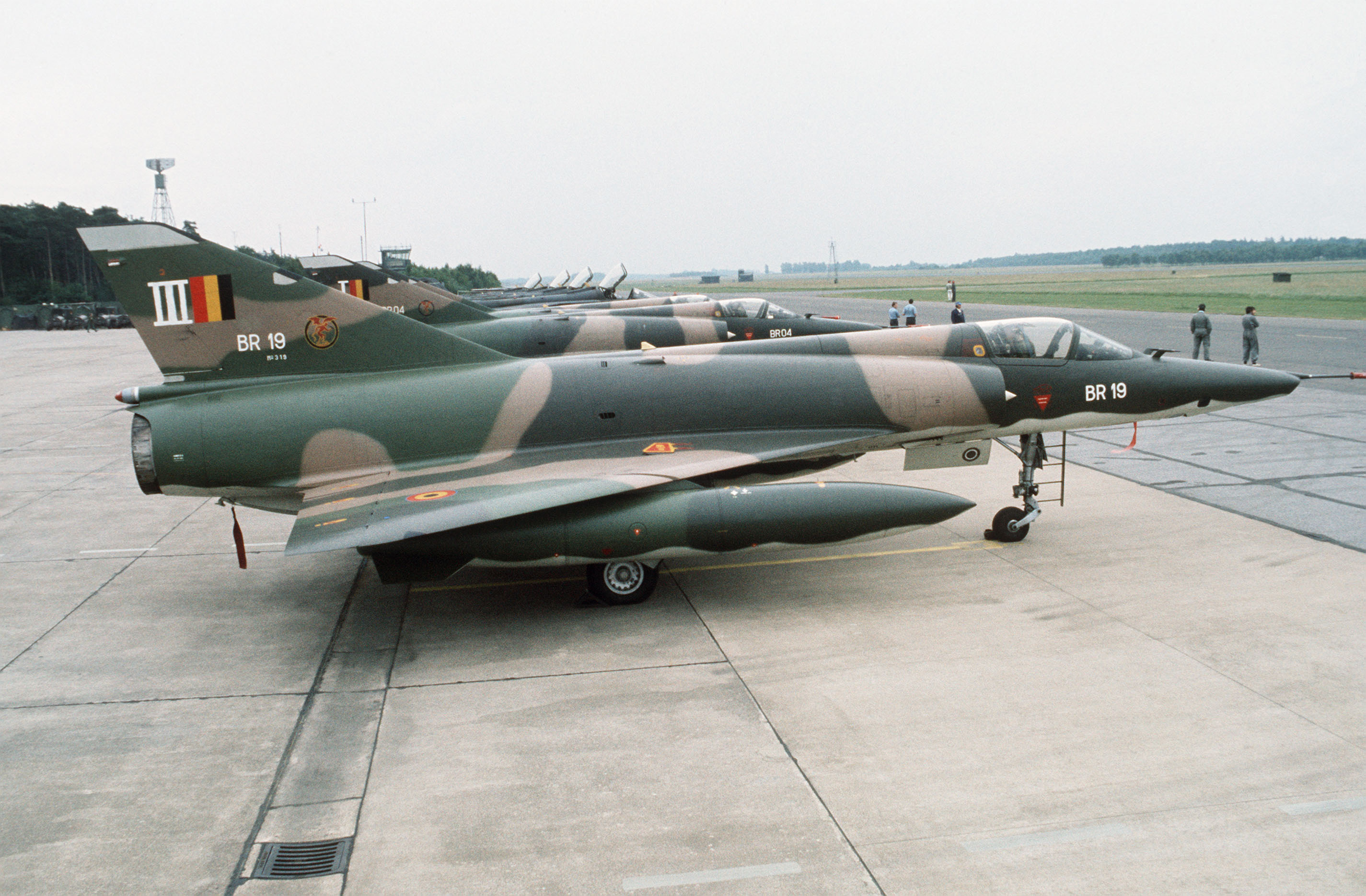
Dassault Mirage 5

Dassault Mirage 5 este un avion de luptă supersonic francez cu aripi delta. Este o versiune pentru atac la sol avionului Dassault Mirage III.